# Guillermo Franco Herrera
Guillermo Pablo Franco Herrera (Guayaquil, Imperio español, 8 de febrero de 1811 – Callao, Perú, marzo de 1873) fue un militar y político ecuatoriano, autoproclamado Jefe Supremo del Litoral en 1859. Derrotado, se exilió en el Perú, donde murió a los 62 años.

## Biografía
Franco Herrera nació en Guayaquil, el 8 de febrero de 1811. Hijo de Pablo Franco y Rosa Herrera, oriundos de Guayaquil. Desde muy temprana edad, demostró una vocación militar. No pudo participar en la revolución de 1820 debido a su corta edad; más tarde se enroló en la Escuela Náutica del Almirante Juan Illingworth Hunt, teniendo destacada participación en el combate naval de Punta Malpelo. Durante los primeros años del Ecuador continuó su carrera militar, alcanzando honores y ascensos, hasta que en 1857 fue designado Jefe de la Guarnición de Guayaquil.
Entre 1859 y 1860 se dio una grave crisis en el país, ocasionando varios gobiernos en el territorio ecuatoriano. Los más importantes fueron: el Gobierno Provisorio de Quito, liderado por Gabriel García Moreno y el de Guillermo Franco, que se alzaba con la Jefatura Suprema del Litoral. Los demás gobiernos se repartían las otras ciudades más importantes.
Guillermo Franco, al igual que García Moreno, inició tratos con Ramón Castilla, presidente del Perú. Este había iniciado una campaña militar bloqueando la costa ecuatoriana, debido a la decisión de este país de otorgar a sus acreedores ingleses territorios amazónicos que el Perú consideraba como propios (octubre de 1858). Asimismo, García Moreno y Castilla rompieron comunicaciones, al enterarse el primero que el mandatario peruano también mantenía intercambios con Franco (agosto de 1859).
El bloqueo fue suspendido por el propio Castilla, quien se presentó junto a la Marina peruana en Guayaquil, el 12 de noviembre de 1859; desembarcando y posicionándose en las alturas de Mapasingue. El mandatario peruano acordó con Franco un plazo para que se reunieran representantes de los distintos gobiernos en Ecuador, para establecer un gobierno general y firmar la paz. Sin embargo, Franco expulsó a los delegados quiteños y convino a firmar la paz con el Perú. Tras entrar el ejército peruano a Guayaquil (7 de enero de 1860), se firmó el Tratado de Mapasingue, por el cual se anulaba la concesión inglesa y se reconocía la Real Cédula de 1802, la cual entregaba la Amazonía al Perú.
Tras la retirada de Castilla, quien obsequió uniformes y armas a Franco, el Jefe Supremo continuó combatiendo a García Moreno. Tras su derrota en Guayaquil, en septiembre de 1859, se embarcó en la goleta ecuatoriana Cuatro de Julio.
Las fuerzas libertarias, con García Moreno y el general Juan José Flores al mando, lograron vencer al ejército de Franco y entrar a Guayaquil. García Moreno anuló el Tratado de Mapasingue y restauró la soberanía del Ecuador en los territorios amazónicos.
Franco Herrera se exilió en Tumbes, hasta que en 1865 viajó al Callao para luchar en el combate del Dos de Mayo, en la guerra hispano-sudamericana. Murió en el mismo puerto, en marzo de 1873.